# Zauberland
Zauberland är den tyske pop-/schlagersångaren Matthias Reims fjärde soloalbum, utgivet i september 1994 på Polydor. Albumet gavs även ut på engelska med titeln Wonderland året efter.
Albumet låg på den tyska topplistan i 10 veckor, som högst på 26:e plats. "Im Himmel geht es weiter", och "Ruf doch mal an" släpptes som singlar; den förra tog sig in på plats 88 på den tyska topplistan.

## Låtlista
1. "Im Himmel geht es weiter" – 4:10
2. "Du bist gefährlich" – 3:47
3. "Ist schon gut so" – 4:34
4. "Und es ging los" – 4:15
5. "Der Traum" – 3:39
6. "Macho-Rallye" – 3:38
7. "Liebe ist..." – 4:12
8. "Diese Freiheit" – 5:01
9. "Ruf doch mal an" – 4:26
10. "Dann heben wir ab" – 4:02
11. "Zauberland" – 3:27

## Medverkande
Musiker
- Matthias Reim – sång, körsång, gitarr, munspel
- Adrian Lee – gitarr, trummor, trumprogrammering
- Dave Fleet – gitarr
- Mike Harrison – gitarr
- Ronald Hoth – gitarr
- Stuart McGregor – gitarr
- Thomas Wellnowski – gitarr, körsång
- Sam R. Petitjean – trummor, trumprogrammering
- Caren Faust – körsång

Produktion
- Paul Hardiman – producent, inspelningstekniker, arrangemang
- Matthias Reim – text, musik, arrangemang
- Adrian Lee – arrangemang
- Jürgen Kramer – mastering
- Willy Gitman – albumkonst
- Margot Reim – text, musik